# Just Right (EP)
Just Right là đĩa đơn thứ 3 của nhóm nhạc nam Hàn Quốc GOT7. Đĩa mở rộng này được phát hành vào ngày 13 tháng 7 năm 2015 bởi JYP Entertainment  với ca khúc chủ đề mang tên 딱 좋아 (Just right).

## Danh sách bài hát
| STT              | Nhan đề                                           | Sáng tác                                                                         | Composer(s) | Thời lượng |
| ---------------- | ------------------------------------------------- | -------------------------------------------------------------------------------- | --- | ---------- |
| 1.               | "딱 좋아" (Just Right)                            | J.Y. Park "The Asian Soul"                                                       | Carlos Battey, Steven Battey, Gavin Jones, Charles "Chizzy" Stephens III, Timothy "C Minor" Zimnoch, Jay Dmuchowski | 3:43       |
| 2.               | "보름달이 뜨기 전에" (Before the Full Moon Rises) | Cho Gae-hyuk (Mr. Cho), Daniel Keonu Park                                        | Cho Gae-hyuk (Mr. Cho), Daniel Keonu Park                                                                           | 3:34       |
| 3.               | "온몸이 반응해" (My Reaction)                     | Joul of Princess Disease                                                         | Joul of Princess Disease                                                                                            | 3:41       |
| 4.               | "Nice"                                            | Ro Tai-lyoong (Noday), Tommy Park                                                | Tommy Park | 3:05       |
| 5.               | "Mine"                                            | Jung Joo-hee, JB (rap parts)                                                     | Joe J. Lee (Kairos), Bob Horn, Jarah Gibson, Jarkko Ehnqvist                                                        | 3:51       |
| 6.               | "Back to Me"                                      | Yoon Jong-sung, Jang Jung-seok (Sum People), Jackson Wang, Mark Tuan (rap parts) | Yoon Jong-sung, Jang Jung-seok (Sum People)                                                                         | 3:10       |
| Tổng thời lượng: | Tổng thời lượng:                                  | Tổng thời lượng:                                                                 | Tổng thời lượng: | 21:01      |